# Erodium bolosii
Erodium bolosii là một loài thực vật có hoa trong họ Mỏ hạc. Loài này được Romo mô tả khoa học đầu tiên năm 1989.